# Psaume 58 (57)

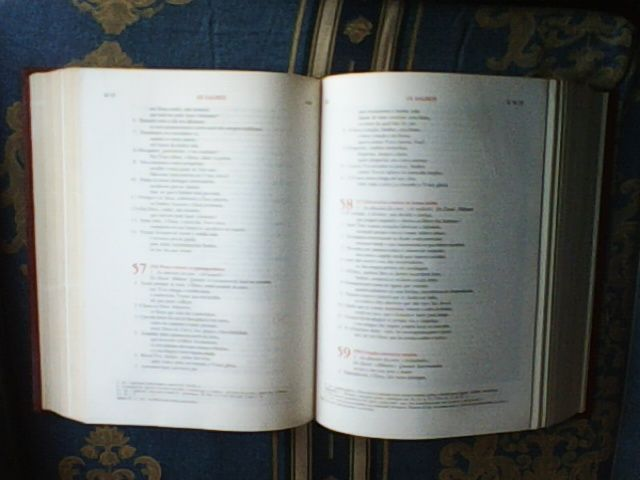
Vue du Psaume 57 et 58.

Le psaume 58 (57 dans la numérotation grecque) est attribué à David. Son thème principal est la justice : le juste, le tsaddiq, sera finalement libéré par Dieu.

## Texte
| verset | original hébreu                                  | traduction française de Louis Segond                                                                                                   | Vulgate latine                                                                             |
| ------ | ------------------------------------------------ | --- | ------------------------------------------------------------------------------------------ |
| 1      | לַמְנַצֵּחַ אַל-תַּשְׁחֵת, לְדָוִד מִכְתָּם                         | [Au chef des chantres. Ne détruis pas. Hymne de David.]                                                                                | [In finem ne disperdas David in tituli inscriptione]                                       |
| 2      | הַאֻמְנָם--אֵלֶם צֶדֶק, תְּדַבֵּרוּן; מֵישָׁרִים תִּשְׁפְּטוּ, בְּנֵי אָדָם    | Est-ce donc en vous taisant que vous rendez la justice ? Est-ce ainsi que vous jugez avec droiture, fils de l’homme ?                  | Si vere utique iustitiam loquimini recta iudicate filii hominum                            |
| 3      | אַף-בְּלֵב, עוֹלֹת תִּפְעָלוּן: בָּאָרֶץ--חֲמַס יְדֵיכֶם, תְּפַלֵּסוּן     | Loin de là ! Dans le cœur, vous consommez des iniquités ; dans le pays, c’est la violence de vos mains que vous placez sur la balance. | Etenim in corde iniquitates operamini in terra iniustitiam manus vestrae concinnant        |
| 4      | זֹרוּ רְשָׁעִים מֵרָחֶם; תָּעוּ מִבֶּטֶן, דֹּבְרֵי כָזָב               | Les méchants sont pervertis dès le sein maternel, les menteurs s’égarent au sortir du ventre de leur mère.                             | Alienati sunt peccatores a vulva erraverunt ab utero locuti sunt falsa                     |
| 5      | חֲמַת-לָמוֹ, כִּדְמוּת חֲמַת-נָחָשׁ; כְּמוֹ-פֶתֶן חֵרֵשׁ, יַאְטֵם אָזְנוֹ   | Ils ont un venin pareil au venin d’un serpent, d’un aspic sourd qui ferme son oreille,                                                 | Furor illis secundum similitudinem serpentis sicut aspidis surdae et obturantis aures suas |
| 6      | אֲשֶׁר לֹא-יִשְׁמַע, לְקוֹל מְלַחֲשִׁים; חוֹבֵר חֲבָרִים מְחֻכָּם        | Qui n’entend pas la voix des enchanteurs, du magicien le plus habile.                                                                  | Quae non exaudiet vocem incantantium et venefici incantantis sapienter                     |
| 7      | אֱלֹהִים--הֲרָס שִׁנֵּימוֹ בְּפִימוֹ; מַלְתְּעוֹת כְּפִירִים, נְתֹץ יְהוָה  | Ô Dieu, brise-leur les dents dans la bouche ! Éternel, arrache les mâchoires des lionceaux !                                           | Deus conteret dentes eorum in ore ipsorum molas leonum confringet Dominus                  |
| 8      | יִמָּאֲסוּ כְמוֹ-מַיִם, יִתְהַלְּכוּ-לָמוֹ;יִדְרֹךְ חִצָּו, כְּמוֹ יִתְמֹלָלוּ   | Qu’ils se dissipent comme des eaux qui s’écoulent ! Qu’ils ne lancent que des traits émoussés !                                        | Ad nihilum devenient tamquam aqua decurrens intendit arcum suum donec infirmentur          |
| 9      | כְּמוֹ שַׁבְּלוּל, תֶּמֶס יַהֲלֹךְ; נֵפֶל אֵשֶׁת, בַּל-חָזוּ שָׁמֶשׁ         | Qu’ils périssent en se fondant, comme un limaçon ; sans voir le soleil, comme l’avorton d’une femme !                                  | Sicut cera quae fluit auferentur supercecidit ignis et non viderunt solem                  |
| 10     | בְּטֶרֶם, יָבִינוּ סִּירֹתֵכֶם אָטָד; כְּמוֹ-חַי כְּמוֹ-חָרוֹן, יִשְׂעָרֶנּוּ  | Avant que vos chaudières sentent l’épine, verte ou enflammée, le tourbillon l’emportera.                                               | Priusquam intellegerent spinae vestrae ramnum sicut viventes sicut in ira absorbet vos     |
| 11     | יִשְׂמַח צַדִּיק, כִּי-חָזָה נָקָם; פְּעָמָיו יִרְחַץ, בְּדַם הָרָשָׁע      | Le juste sera dans la joie, à la vue de la vengeance ; il baignera ses pieds dans le sang des méchants.                                | Laetabitur iustus cum viderit vindictam manus suas lavabit in sanguine peccatoris          |
| 12     | וְיֹאמַר אָדָם, אַךְ-פְּרִי לַצַּדִּיק; אַךְ יֵשׁ-אֱלֹהִים, שֹׁפְטִים בָּאָרֶץ | Et les hommes diront : Oui, il est une récompense pour le juste ; oui, il est un Dieu qui juge sur la terre.                           | Et dicet homo si utique est fructus iusto utique est Deus iudicans eos in terra            |

## Sujet du psaume
Afin d'interpréter ce psaume, son thème Malheur aux juges iniques était attaché à l'histoire d'Absalom. En effet, l'on sait que ce dernier et ses partisans furent de l'administration de la justice un moyen de détacher de David le cœur de ses sujets. Le psaulmiste les interpelle vivement et dépeint leur méchanceté, puis il demande leur châtiment. Il prévoit finalement la joie des justes et la gloire de Dieu (verset 11 et 12). Dans le contexte traditionnel et spirituel, le psaume 58 s'appliquait effectivement aux Juifs meurtriers du Sauveur et punis d'une manière si éclatante, et également aux persécuteurs de l'Église.

## Usages liturgiques

### Dans la tradition chrétienne

#### Chez catholiques
Depuis le haut Moyen Âge auprès des monastères, ce psaume était exécuté lors de l'office de matines du mardi,, selon la distribution par ordre numérique de saint Benoît de Nursie établie vers 530,.